# Solanum imamense
Solanum imamense är en potatisväxtart som beskrevs av Michel Félix Dunal. Solanum imamense ingår i släktet skattor som ingår i familjen potatisväxter. Inga underarter finns listade i Catalogue of Life.